# Sady Homrich
Sady Homrich Junior (Porto Alegre, 18 de abril de 1964) é um músico brasileiro, baterista da banda Nenhum de Nós desde 1986.

## Biografia
Sady Homrich e Carlos Stein se conheceram na primeira série escolar e, mais tarde, na quinta série, conhecem Thedy Corrêa. Na faculdade, Carlos Stein foi um dos fundadores do grupo Engenheiros do Hawaii. Depois de dois shows, saiu para formar uma banda com os amigos Thedy e Sady que, por sua vez, tinha um grupo de samba na faculdade, onde tocava percussão, chamado Grupo do Fadinho. Após decidirem formar a banda, Sady começou a ter aulas de bateria. O local dos ensaios era a garagem da namorada de Thedy, e o grupo contava com uma bateria improvisada, uma caixa emprestada, um violão convertido fazendo a vez de baixo e uma guitarra. Também ensaiavam quase todas as tardes no bar Bangalô, onde Sady trabalhava como músico.
O show de lançamento do trio com o nome "Nenhum de Nós" foi no mesmo bar, com um público de 80 pessoas entre amigos e parentes. Precisavam de um nome para a apresentação, então eles buscavam um nome que provocasse curiosidade e que denotasse algo em comum entre os três: nenhum de nós enxerga direito; nenhum de nós repetiu o ano na escola; nenhum de nós foi para o quartel... e o nome da banda acabou sendo este: Nenhum de Nós.
Além de músico, Sady Homrich é formado em engenharia química pela PUCRS. É apaixonado pela boa gastronomia e por cerveja. Escreveu sobre o assunto para algumas publicações e internet, entre elas o caderno Folha Comida da Folha de S.Paulo, Zero Hora, UOL e a Revista da Cerveja.

## Discografia com o Nenhum de Nós

### Álbuns de estúdio
- (1987) Nenhum de Nós
- (1989) Cardume
- (1990) Extraño
- (1992) Nenhum de Nós
- (1996) Mundo Diablo
- (1998) Paz e Amor
- (2000) Onde Você Estava em 93?
- (2001) História Reais de Seres Imaginários
- (2005) Pequeno Universo
- (2011) Contos de Água e Fogo
- (2015) Sempre é Hoje

### Álbuns ao vivo
- (1994) Acústico ao Vivo
- (2003) Acústico ao Vivo 2
- (2007) A Céu Aberto
- (2009) Paz & Amor - Acústico
- (2013) Contos Acústicos de Água e Fogo
- (2017) As + Pedidas

### EPs
- (2018) Doble Chapa
- (2020) Feito em Casa

### Coletâneas
- (2012) Outros